# メタばあちゃん
メタばあちゃん（英語: MetaGrandma）は、OTAGROUP株式会社が運営する、後期高齢者で構成されるバーチャルYouTuberグループ。

## 沿革
2022年12月7日、プロジェクトが始動し、最初のメンバーであるひろこがデビューを果たした。同時に「75歳以上の女性」「認知症の診断を受けていない」などを条件に新メンバーの募集も開始し、2023年1月11日まで行われた。新メンバーは、2023年3月2日に「1期生」として3人デビューすることが発表された。同プロジェクトの始動の切っ掛けについて、OTAGROUPの代表取締役を務める下西竜二は、一般財団法人・渡辺記念育成財団が実施するクリエイティブプロデューサー育成塾・みらい塾に通っていた時に、その講師を務めていた秋元康に「誰もやらないことを考えたほうが良い（誰も行かない領域に挑戦すべき）」とアドバイスをもらい、オリジナリティや差別化を意識した結果、「メタバースをやるおばあちゃんでメタばあちゃん」という駄洒落から企画を考案し、それを発表したところ周囲から評価を得たためだとしている。ひろこがデビューして10日目の2022年12月16日には、YouTubeチャンネルの登録者数が3万人を突破した。
2023年5月22日から7月30日にかけては、クラウドファンディングを実施し、9月18日（敬老の日）にメタバースライブを行うための資金を募った。そして、9月18日、音楽ライブ「メタばあちゃん1st婆ちゃるライブ」が開催され、同日中に「75歳以上の日本在住者」を条件に、「メタばあちゃん2期生」と「メタじいちゃん」の募集が開始した。下西によれば、メタじいちゃんはもっと後に募る予定だったが、ライブ当日にメタばあちゃんが注目を集めた際に、メタじいちゃんに関する問い合わせが多く寄せられたため、募集のタイミングが早まったという。

## メンバー
| 期生  | 会員 番号 | 名前   | 年齢 | 出身地         | アバター 制作 |
| ----- | --------- | ------ | ---- | -------------- | ------------- |
| 0期生 | 0番       | ひろこ | 85歳 | 広島県三原市   | ぽんでろ      |
| 1期生 | 1番       | ハマコ | 83歳 | 神奈川県横浜市 | 有坂みと      |
| 1期生 | 2番       | はなえ | 80歳 | 埼玉県         | ぽんでろ      |
| 1期生 | 3番       | かおる | 75歳 | 福島県         | キュビ        |

### ひろこ
OTAGROUPの代表取締役を務める下西竜二の祖母。活動名は本名ではなく、下西が80代で多い名前の中から採用したものである。動画内では、ピンク色の髪が印象的な、サイドポニーテールの女子高生のアバターを使用するが、これは本人が学生生活をあまり過ごせなかったためである。バーチャルYouTuberとなる前は、問屋や飲料メーカーの工場に勤務していた。『週刊朝日』2023年1月20日号にて、「今年“跳ねる”100人の主役」に選出された。

### ハマコ
その名の通り、横浜市生まれ横浜市育ちの浜っ子。アイドルになることを夢見て、若い頃はオーディションを受けに行っていた。動画内では、黒いリボンを付けた茶髪の少女のアバターを使用する。

### はなえ
カラオケスナックの経営者。かつては縫製所の社長を務めていた。趣味はカラオケ通い、野菜作り、Pokémon GO。動画内では、黒い髪をポニーテールにした少女のアバターを使用する。

### かおる
ビューティーアドバイザー。数々のカラオケ大会に出場し、全国ファイナリストになった経験もある。趣味は温泉巡り。動画内では、銀髪の少女のアバターを使用する。

## 出演

### テレビ番組
- 新世界 メタバースTV!!（2023年1月15日、テレビ朝日） - ひろこ
- スクール革命!（2023年2月12日、日本テレビ） - ひろこ
- 100カメ（2023年5月23日[11]、NHK総合） - ハマコ
- ニュース きん5時（2023年8月4日[12]、NHK総合） - ひろこ